# Castell de Montjuïc

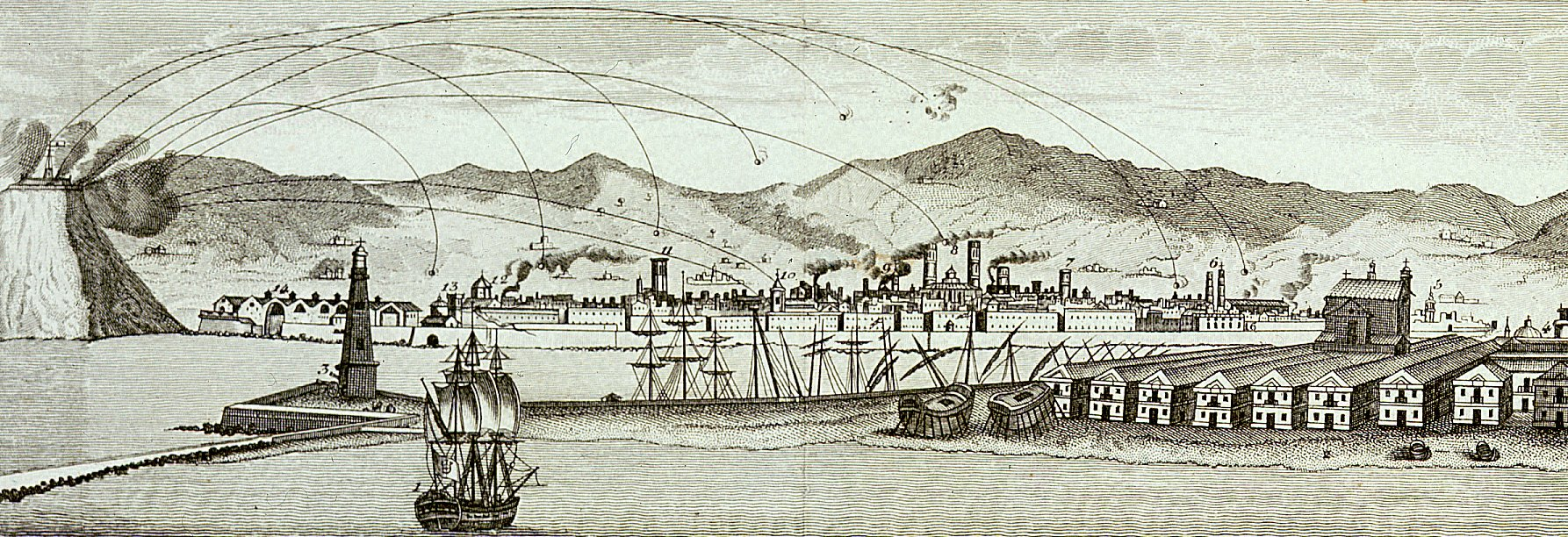
Bombardamento di Barcellona dal castello di Montjuïc nel 1842

Il Castell de Montjuïc è un'antica fortificazione che si trova sulla collina di Montjuïc a Barcellona, che fino al 2009 ospitava anche un museo militare.

## Storia
La prima costruzione che occupò la cima della montagna fu una torre di vedetta che serviva a informare dell'avvicinarsi di imbarcazioni alla terraferma e solo nel 1640, durante la rivolta contro Filippo IV, venne realizzata la prima fortificazione sul Montjuïc, per respingere l'assalto delle truppe castigliane comandate dal marchese de los Vélez.
Il fortino si trasformò in castello nel 1694 e resistette a vari assalti prima di cadere nel 1705 nelle mani del duca di Peterborough durante la Guerra di successione.
Tale caduta si rivelò un fattore decisivo affinché i catalani parteggiassero per la causa dell'arciduca Carlo d'Austria.
Conquistato nel 1706 da Filippo V, venne perso nuovamente meno di un mese dopo, e tornò nelle sue mani solo nel 1714.
Nel 1715 venne distrutto l'antico fortino del 1640 in modo da dotare il castello di servizi, cisterne e di un fossato e, tra il 1779 e il 1799 vennero realizzati diversi interventi che diedero al castello l'aspetto attuale.
Il 29 febbraio 1808, il castello venne preso dalle truppe napoleoniche e nel 1842, durante la reggenza di Espartero, la città di Barcellona venne bombardata dal castello per debellare una rivolta. La città subì la stessa sorte nel 1843, ad opera del generale Prim.
Dalla fine del XIX secolo il castello divenne una prigione nella quale furono rinchiusi le vittime della repressione politica e gli esponenti della lotta operaia. Nel castello vennero incarcerati anche i detenuti durante le contestazioni della Settimana Tragica e qui venne fucilato Francesc Ferrer i Guàrdia.
Il castello è inoltre tristemente famoso perché, all'inizio della guerra civile spagnola, il 12 agosto 1936 vi fu fucilato il generale nazionalista Manuel Goded Llopis e fu anche il luogo in cui il 15 ottobre 1940 fu fucilato Lluís Companys, il presidente della Generalitat de Catalunya.
Nel 1960 il castello venne ceduto alla città di Barcellona da parte del dittatore Franco, che dopo tre anni, il 24 giugno 1963, inaugurò il Museo militare. Fu necessario attendere il 30 aprile 2007 affinché il Primo ministro Zapatero e il sindaco di Barcellona raggiungessero l'accordo per la definitiva cessione dell'intero castello.
Nel 1988 il castello è stato dichiarato Bien Cultural de Interés Nacional.